# Medida de seguridad
En derecho penal, las medidas de seguridad son aquellas sanciones complementarias o sustitutivas de las penas, que el juez puede imponer con efectos preventivos a aquel sujeto que comete un injusto (hecho típico y antijurídico); pero, que de acuerdo con la teoría del delito, al ser inimputable no puede ser culpado por un defecto en su culpabilidad. Esta persona es susceptible de recibir una medida de seguridad para evitar nuevos injustos. Sin embargo, existen sistemas penales en los que también se aplican medidas de seguridad a personas inimputables.
Las medidas de seguridad, atienden a la peligrosidad del sujeto, exteriorizada en todo caso a través de un ilícito penal: son medidas de prevención especial que tienen que ser determinadas por méritos, tomando como base los antecedentes del inculpado, y su finalidad es prevenir afectaciones futuras.
Constituyen un elemento de prevención especial, por lo tanto, en un sistema democrático, sólo podrá aplicarse como reacción a la comisión de un delito que revele la peligrosidad de su autor (medida postdelictual).

## Clasificación
Por su función se pueden agrupar en:
- Medidas terapéuticas: son aquellas que buscan la curación del agente.
- Medidas educativas: son las que pretenden una reeducación del agente.

## Regulación en España
Según el artículo 96 del Código Penal Español (CP) se agrupan en dos tipos: privativas y no privativas de libertad.
96.2 CP - Privativas de libertad:
1. El internamiento en centro psiquiátrico.
2. El internamiento en centro de deshabituación.
3. El internamiento en centro educativo especial.

```
No privativas de libertad:
```

1. La inhabilitación profesional.
2. La expulsión del territorio nacional no residentes legalmente en España.
3. La libertad vigilada.
4. La custodia familiar.
5. La privación del derecho a conducir vehículos a motor o y ciclomotores.
6. La privación del derecho a la tenencia y porte de armas.

Especial consideración de las personas inimputables y cumplimiento de las medidas de seguridad en estos casos
El ordenamiento jurídico español contempla la figura de inimputable para ciertos casos de enfermos mentales. La diferencia entre ser imputable o no es una fina frontera. Depende de cada persona, del tipo de patología, de si ésta ha influido o no en el hecho delictivo, de los informes de los peritos quienes aportan información para decidir si se puede imputar o no a la persona con una enfermedad mental. No hay un criterio general, sino el estudio de cada caso en particular. La imputabilidad o inimputabilidad del detenido con un trastorno mental grave dependerá de si la condena le impone una pena de cárcel o una medida de seguridad.
La diferencia entre una medida u otra está, sobre todo, en el lugar donde se cumple la condena, si en una cárcel o en un hospital psiquiátrico penitenciario, eso sobre el papel porque la realidad es bien distinta. En España solo hay dos hospitales psiquiátricos penitenciarios, uno en Sevilla y otro en Alicante. Un estudio de la Asociación Pro Derechos Humanos de Andalucía sobre la enfermedad mental en las cárceles de 2007 citaba una sobreocupación de estos dos centros del 220% y solo en el de Sevilla había ingresados 186 pacientes graves. Para hacerse una idea, solo con los reclusos afectados por una enfermedad mental grave de la prisión de Albolote (Granada) se podría llenar la tercera parte de ese penal.

## Algunas medidas de seguridad
- Tratamiento de desintoxicación: Son medidas que se aplican cuando el estado de toxicomanía de un individuo, lo lleva a causar una afectación, esta es ejemplo de medidas de seguridad terapéuticas.
- Tratamiento de inimputables en internados: Tienen como finalidad privar la libertad de tránsito y algunas otras libertades a aquellos individuos que no pueden ser sancionados con una pena, por no comprender que su conducta es prohibida penalmente. Esta está relacionada con el confinamiento y con la prohibición de asistir a ciertos lugares. Su función es educativa.
- Caución de no ofender: Consiste en una fianza, que se constituye con la finalidad de que un individuo no vuelva a afectar a una misma víctima en un futuro. Su función es asegurativa.
- Vigilancia de la autoridad: Consiste en designar a un funcionario del Estado, que puede ser un policía, para vigilar las conductas de delincuentes que gozan de un sustitutivo de prisión o algún beneficio; en algunos sistemas se utiliza también la denominada vigilancia electrónica. Esta es una medida educativa y asegurativa.
- Medidas aplicables a personas jurídicas colectivas: Estas medidas se basan en la peligrosidad de una sociedad o asociación que fue utilizada con la finalidad de cometer un hecho punible, y pueden consistir en la vigilancia de funcionarios, decomisos, disolución, separación de funcionarios, multas y la reparación de daños y perjuicios. Es una medida que se aplica en algunos sistemas penales, como en España,  aunque es debatida hasta la fecha su plausibilidad.